# Unité urbaine de Sérignan
L'unité urbaine de Sérignan est une unité urbaine française centrée sur la commune de Sérignan, dans le département de l'Hérault, en région Occitanie.

## Données générales
Dans le zonage réalisé par l'Insee en 2010, l'unité urbaine était composée de trois communes.
Dans le nouveau zonage réalisé en 2020, elle est composée des trois mêmes communes.
En 2022, avec 18 235 habitants, elle représente la 5e unité urbaine du département de l'Hérault et occupe le 29e rang dans la région Occitanie.
En 2022, sa densité de population s'élève à 425 hab/km2. Par sa superficie, elle représente 0,7 % du territoire départemental et, par sa population, elle regroupe 1,5 % de la population du département de l'Hérault.

## Composition 2020 de l'unité urbaine
Elle est composée des trois communes suivantes :
| Nom          | Code Insee | Département | Statut       | Superficie (km2) | Population (dernière pop. légale) | Densité (hab./km2) | Modifier                                    |
| ------------ | ---------- | ----------- | ------------ | ---------------- | --------------------------------- | ------------------ | ------------------------------------------- |
| Sauvian      | 34298      | Hérault     | ville-centre | 13,07            | 5 498 (2022)                      | 421                | modifier les données · modifier les données |
| Sérignan     | 34299      | Hérault     | ville-centre | 27,45            | 8 437 (2022)                      | 307                | modifier les données · modifier les données |
| Valras-Plage | 34324      | Hérault     | ville-centre | 2,35             | 4 300 (2022)                      | 1 830              | modifier les données · modifier les données |

## Évolution démographique
| 1968  | 1975  | 1982  | 1990   | 1999   | 2010   | 2015   | 2021   | 2022   |
| ----- | ----- | ----- | ------ | ------ | ------ | ------ | ------ | ------ |
| 5 966 | 6 887 | 8 502 | 11 394 | 13 317 | 15 430 | 16 316 | 17 749 | 18 235 |

#### Données générales
- Unité urbaine en France
- Aire d'attraction d'une ville
- Liste des unités urbaines de France

#### Données démographiques en rapport avec l'unité urbaine de Sérignan
- Aire d'attraction de Béziers
- Arrondissement de Béziers

#### Données démographiques en rapport avec l'Hérault
- Démographie de l'Hérault